# One Flew Over the Cuckoo's Nest
One Flew Over the Cuckoo's Nest (Alguien voló sobre el nido del cuco en España; Atrapado sin salida en América Latina) es una película estadounidense de 1975 dirigida por Miloš Forman y basada en la novela homónima de Ken Kesey. Es protagonizada por Jack Nicholson, Louise Fletcher, Danny DeVito, Christopher Lloyd, Sydney Lassick, William Redfield y Brad Dourif, en su debut cinematográfico.
El rodaje comenzó en enero de 1975 y duró tres meses, y tuvo lugar en Salem, Oregón y sus alrededores, así como en Depoe Bay en la costa norte de Oregón. Los productores decidieron rodar la película en el Hospital Estatal de Oregón, un hospital psiquiátrico real, ya que este también era el escenario de la novela. El hospital aún funciona, aunque los edificios originales que se ven en la película han sido demolidos.
Ganadora de numerosos premios internacionales, One Flew Over the Cuckoo's Nest fue la segunda película en obtener los cinco principales premios de la Academia: mejor película, mejor director, mejor actor, mejor actriz y mejor guion adaptado, hazaña que ya había sido lograda por It Happened One Night en 1934 y que luego fue lograda en 1991 por The Silence of the Lambs. Sin embargo, es la única de las tres que también obtuvo esos cinco premios en los Premios Globo de Oro, y Premios BAFTA. En 1993, la película fue considerada «cultural, histórica y estéticamente significativa» por la Biblioteca del Congreso de Estados Unidos y seleccionada para su preservación en el National Film Registry. Considerada por muchos como una de las mejores películas jamás realizadas, One Flew Over the Cuckoo's Nest ocupa el puesto 33 en las 100 mejores películas del siglo del American Film Institute.

## Argumento
En Oregón, a finales del año 1963, el criminal reincidente Randle Patrick McMurphy es trasladado a un hospital psiquiátrico después de cumplir una breve sentencia en una institución mental por estupro con una joven de 15 años. Aunque ha fingido locura y en realidad no está mentalmente enfermo, McMurphy espera evitar el trabajo forzado y cumplir el resto de su condena en un ambiente relajado. Al llegar al hospital, se encuentra en la sala dirigida por la estricta enfermera Ratched, que suprime sutilmente las acciones de sus pacientes a través de una rutina pasiva-agresiva, intimidándolos.
Los otros pacientes incluyen al ansioso y tartamudo Billy Bibbit; Charlie Cheswick, quien es propenso a los berrinches infantiles; el delirante Martini; el bien educado y paranoico Dale Harding; el beligerante Max Taber; Jim Sefelt, quien padece epilepsia, y el “Gran Jefe” Bromden, un enorme indio americano que  parece ser sordo. Ratched pronto ve la presencia animada y rebelde de McMurphy como una amenaza a su autoridad, y confisca los cigarrillos de los pacientes y los raciona. Durante su tiempo en la institución, McMurphy entra en una batalla de ingenio con Ratched. Roba un autobús del hospital, y escapa con varios pacientes para ir a un viaje de pesca, exponiéndolos al mundo exterior y animando a sus nuevos amigos a sentirse más seguros de sí mismos.
McMurphy se entera de que su sentencia puede ser indefinida, y hace planes para escapar, exhortando al Jefe Bromden a arrojar una fuente de hidroterapia a través de una ventana. Él, Bromden y Cheswick se pelean con los celadores después de que este se inquieta por sus cigarrillos robados. Ratched los envía a la "sala de shock", y McMurphy descubre que el Jefe Bromdem realmente puede hablar y que simula ser sordomudo para evitar involucrarse con alguien. Después de ser sometido a terapia electroconvulsiva, McMurphy regresa a la sala fingiendo tener daño cerebral, pero revela que el tratamiento solo lo ha decidido aún más a enfrentarse a Ratched. McMurphy y el Jefe Bromdem hacen planes para escapar, pero deciden hacer una fiesta de Navidad secreta para sus amigos después de que Ratched salga del hospital por la noche.
Al llegar la noche, McMurphy soborna al guardia nocturno e introduce a dos conocidas, su amante Candy y la amiga de esta Rose, que llegan con botellas de licor. Después de una noche de fiesta bacanal, McMurphy y el Jefe Bromdem se preparan para escapar, invitando a Billy a venir con ellos. Se niega, porque dice que no está listo para dejar el hospital, aunque le gustaría hacerse "amigo" de Candy. McMurphy entonces lo convence de tener relaciones sexuales con Candy en un cuarto privado. Ratched llega por la mañana temprano y encuentra la sala desordenada y a la mayoría de los pacientes borrachos. Atrapa a Billy y Candy juntos, el primero ahora libre de su tartamudeo, hasta que Ratched lo amenaza con informar a su madre sobre su escapada. Billy se abruma por el miedo y se encierra en el consultorio del médico, donde se suicida. Enfurecido, McMurphy intenta estrangular a Ratched antes de ser noqueado por un celador.
Tiempo después, Ratched vuelve a trabajar; lleva un collarín ortopédico,  y su voz es débil. En la sala corren rumores de que McMurphy escapó, en lugar de ser llevado "arriba". Pero esa noche, Bromdem ve que regresan a McMurphy a su cama. Le saluda contento pero descubre, por una cicatriz en la frente, que McMurphy había sido lobotomizado. Como no quiere que viva en ese estado, Bromdem abraza entre lágrimas a su amigo y luego lo ahoga con una almohada hasta quitarle la vida. Finalmente, Bromdem se arma de valor y arroja la fuente de hidroterapia a través de la ventana y escapa hacia la noche, mientras Taber despierta justo a tiempo para verlo escapar y lo anima mientras los demás despiertan y se preparan para seguir su ejemplo y huir.

## Reparto
- Jack Nicholson - Randle Patrick "R.P." McMurphy
- Louise Fletcher - enfermera Mildred Ratched
- Will Sampson - "Jefe" Bromden
- William Redfield - Dale Harding
- Brad Dourif - Billy Bibbit
- Sydney Lassick - Charlie Cheswick
- Christopher Lloyd - Max Taber
- Danny DeVito - Martini
- Dean Brooks - Dr. John Spivey
- William Duell - Jim Sefelt
- Vincent Schiavelli - Bruce Frederickson
- Michael Berryman - Ellis
- Alonzo Brown - asistente Miller
- Mwako Cumbaka - asistente Warren
- Nathan George - asistente Washington
- Marya Small - Candy
- Scatman Crothers - Turkle, guardia nocturno.
- Phil Roth - Woolsey
- Louisa Moritz - Rose
- Peter Brocco - Coronel Matterson
- Delos V. Smith Jr. - Inmate Scanlon
- Josip Elic - Inmate Bancini
- Mimi Sarkisian - Enfermera Pilbow
- Ted Markland - Hap Arlich

## Producción
El título proviene de una canción infantil que su abuela le leyó al jefe Bromden cuando era niño, mencionada en el libro.:

Vintery, mintery, cutery, corn,
Apple seed and apple thorn,

Wire, briar, limber lock

Three geese in a flock

One flew East

One flew West
And one flew over the cuckoo's nest.
Invierno, minteria, ternura, maíz,
Semilla de manzana y espina de manzana,

Alambre, brezo, cerradura ágil

Tres gansos en una bandada

Uno voló hacia el este

Uno voló hacia el oeste
Y uno voló sobre el nido del cuco.

El actor Kirk Douglas—que había interpretado el papel de McMurphy en 1963-1964 para la versión para teatro en Broadway de la novela de Ken Kesey — había comprado los derechos cinematográficos de la historia y durante una década intentó llevarla a la pantalla grande, pero no pudo encontrar un estudio dispuesto a hacerlo con él. Finalmente, vendió los derechos a su hijo Michael Douglas, que logró que se produjera la película, pero el mayor de los Douglas, que para entonces tenía casi 60 años, era considerado demasiado mayor para el papel de McMurphy. Se consideraron a Gene Hackman, James Caan, Marlon Brando, y Burt Reynolds para el papel principal pero finalmente todos lo rechazaron, y el papel recayó en Jack Nicholson, en aquel momento de 38 años. Douglas se asoció con Saul Zaentz para coproducir la película.

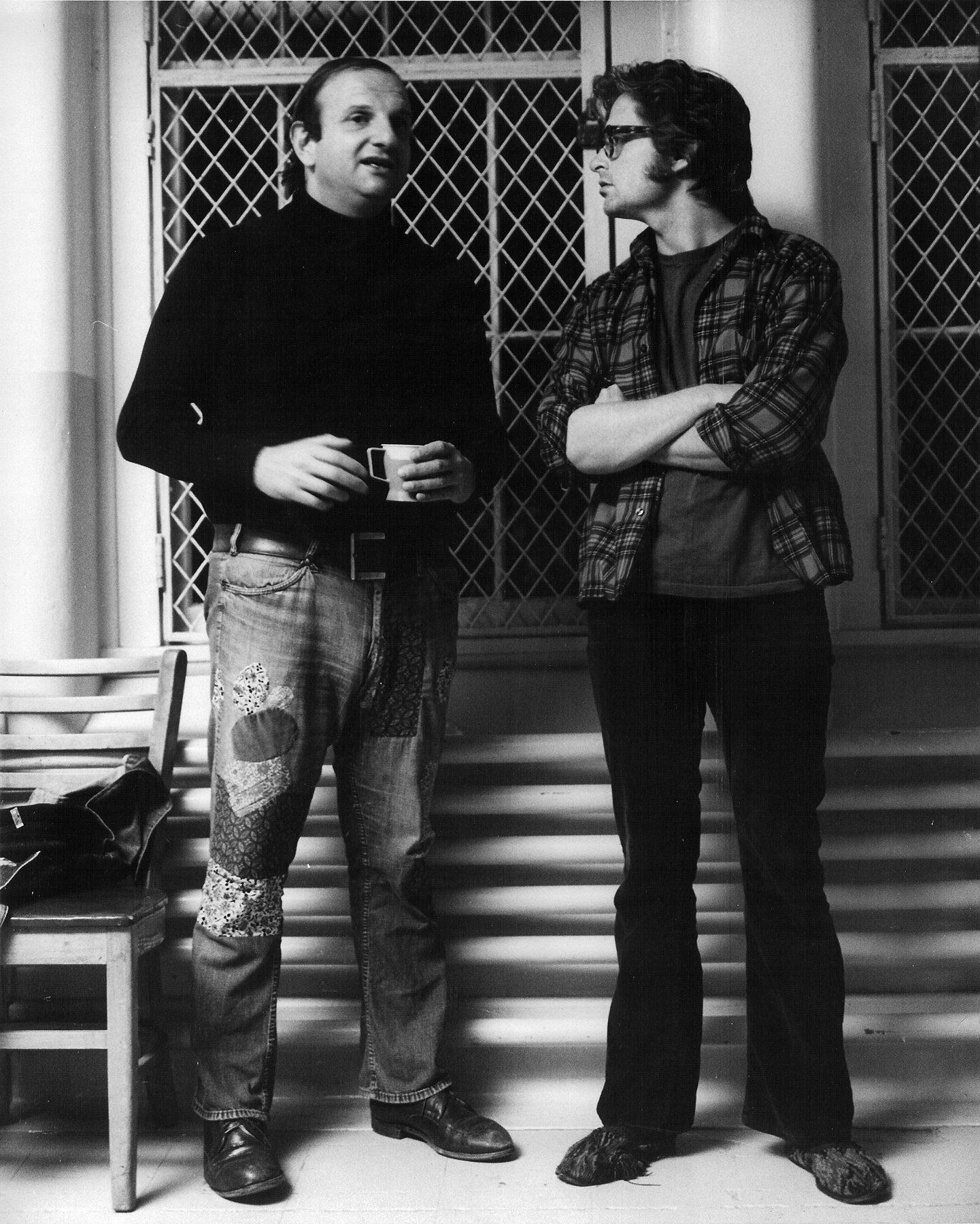
Bo Goldman y Michael Douglas mientras trabajaban en la película.

El primer guionista de la película, Lawrence Hauben, presentó a Douglas el trabajo de Miloš Forman, cuya película checoslovaca de 1967 ¡Al fuego, bomberos! tenía ciertas cualidades que reflejaban los objetivos del presente guion. Forman voló a California y discutió el guion página por página, describiendo lo que haría, en contraste con otros directores a los que se les había acercado y que no eran tan comunicativos. Forman escribió en 2012: "Para mí, [la historia] no era solo literatura, sino la vida real, la vida que viví en Checoslovaquia desde mi nacimiento en 1932 hasta 1968. El Partido Comunista era mi Enfermera Ratched, diciéndome lo que podía y no podía hacer; lo que se me permitió o no se me permitió decir; dónde estaba y no se me permitió ir; incluso quién era y no era".
Zaentz, un lector voraz, sintió afinidad con Kesey, por lo que, después del primer intento de Hauben, le pidió a Kesey que escribiera el guion. Kesey participó en las primeras etapas del desarrollo del guion, pero se retiró después de diferencias creativas con los productores sobre el reparto y el punto de vista narrativo; finalmente, presentó una demanda contra la producción y ganó un acuerdo.
Hal Ashby, quien había sido una de las primeras consideraciones para el director, sugirió a Jack Nicholson para el papel de McMurphy. Nicholson nunca antes había desempeñado este tipo de papel. La producción se retrasó unos seis meses debido al calendario de Nicholson. Douglas declaró más tarde en una entrevista que "resultó ser una gran bendición: nos dio la oportunidad de hacer bien el conjunto".

### Elenco
Danny DeVito, viejo amigo de Douglas, fue el primero en ser elegido, habiendo interpretado a uno de los pacientes, Martini, a quien interpreta en la película posterior, en la producción fuera de Broadway de 1971. El jefe Bromden, interpretado por Will Sampson, fue elegido gracias a la recomendación de Mel Lambert (quien interpretó al capitán del puerto en la escena de la pesca), un vendedor de autos usados que Douglas conoció en un vuelo de avión cuando Douglas le dijo que querían un "gran chico "para interpretar el papel. El padre de Lambert solía vender autos a clientes nativos americanos y seis meses después llamó a Douglas para decirle: "¡El indio hijo de perra más grande llegó el otro día!".
Bud Cort fue considerado para el papel de Billy Bibbit.
Miloš Forman consideró antes a Shelley Duvall para el personaje de Candy; coincidencialmente, ella, Nicholson, y Scatman Crothers (quien interpretó a Turkle) serían el elenco principal de la adaptación fílmica de 1980 de la novela El Resplandor, dirigida por Stanley Kubrick. Mientras se proyectaba Thieves Like Us (1974) para ver si ella era adecuada para el papel, Forman se interesó en Louise Fletcher, quien tenía un papel secundario, para el papel de la enfermera Ratched. Un conocido mutuo, el director de casting Fred Roos, ya había mencionado el nombre de Fletcher como una posibilidad. Aun así, se necesitaron cuatro o cinco reuniones, a lo largo de un año, (durante las cuales se ofreció el papel a otras actrices como Jeanne Moreau, Colleen Dewhurst, Ellen Burstyn, Angela Lansbury, Anne Bancroft, y Geraldine Page) para que Fletcher se asegure el papel de la enfermera Ratched. Su última audición fue a finales de 1974, con Forman, Zaentz y Douglas. El día después de Navidad, su agente la llamó para decir que la esperaban en el Hospital Estatal de Oregón en Salem el 4 de enero para comenzar los ensayos.
En 2016, Fletcher recordó que el salario de Nicholson era "enorme", mientras que el resto del elenco trabajaba a escala o cerca de ella. Ella invirtió 11 semanas y ganó $ 10,000 antes de impuestos.

### Ensayos
Antes del comienzo de la filmación, comenzó una semana de ensayos el 4 de enero de 1975 en Oregón, durante la cual los actores observaron a los pacientes en su rutina diaria y en terapia de grupo. Jack Nicholson y Louise Fletcher también presenciaron la realización de terapia electroconvulsiva en un paciente.

### Rodaje

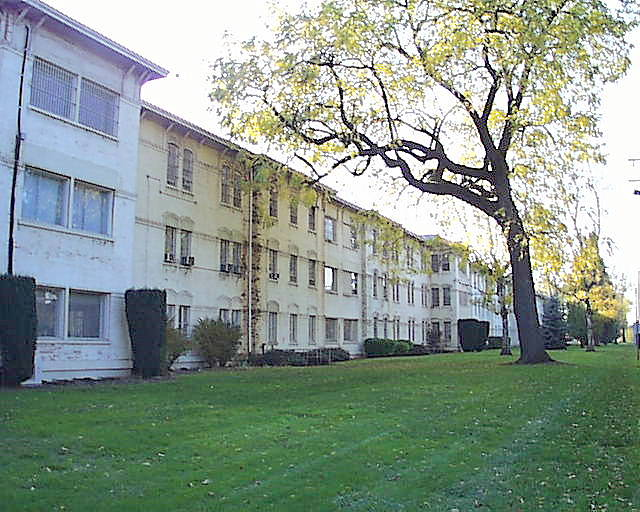
Hospital de Oregón en Salem (2007), donde se filmó la película.

El rodaje comenzó en enero de 1975, y concluyó aproximadamente tres meses después, y se filmó en locaciones de Salem, Oregón y sus alrededores, así como en la ciudad costera de Depoe Bay, Oregón.
Los productores decidieron rodar la película en el Hospital Estatal de Oregón, un hospital psiquiátrico real, ya que este también era el escenario de la novela. El director del hospital, Dean Brooks, apoyó la filmación y finalmente terminó interpretando al personaje del Dr. John Spivey en la película. Brooks identificó a un paciente para que cada uno de los actores lo siguiera, y algunos miembros del elenco incluso dormían en las salas por la noche. También quería incorporar a los pacientes al equipo como extras, a lo que los productores estuvieron de acuerdo. Douglas recuerda que no fue hasta más tarde que se enteró de que muchos de ellos estaban criminalmente locos.
Como Forman no permitió que los actores vieran el rodaje del día, esto hizo que el elenco perdiera la confianza en él, mientras que Nicholson también comenzó a preguntarse por su actuación. Douglas convenció a Forman de que le mostrara algo a Nicholson, lo que hizo, y le devolvió la confianza al actor. Durante el rodaje, Nicholson no pudo estar presente en la ceremonia de los premios BAFTA a recibir su galardón por sus interpretaciones en Chinatown y El último deber, por lo que el actor hizo un discurso encarnando a su personaje desde el set que se transmitió via satélite.
Haskell Wexler fue despedido como director de fotografía y reemplazado por Bill Butler. Wexler creía que su despido se debía a su trabajo simultáneo en el documental Underground, en el que se entrevistaba al grupo militante radical the Weather Underground mientras se ocultaba de la ley. Sin embargo, Forman dijo que había terminado los servicios de Wexler por diferencias artísticas. Tanto Wexler como Butler recibieron nominaciones al Premio Oscar de la Academia a Mejor Cinematografía por la película, aunque Wexler dijo que había "sólo alrededor de uno o dos minutos en esa película que no filmé".
Según Butler, Nicholson se negó a hablar con Forman: "... [Jack] nunca habló con Miloš en absoluto, solo habló conmigo".
La producción superó el presupuesto inicial de $ 2 millones y se excedió en el cronograma, pero Zaentz, quien estaba financiando personalmente la película, pudo llegar a la diferencia pidiendo prestado contra su compañía, Fantasy Records. El presupuesto total de producción ascendió a 4,4 millones de dólares.

## Estreno
La película se estrenó en los cines Sutton y Paramount en la ciudad de Nueva York el 19 de noviembre de 1975. Fue la segunda película más taquillera estrenada en 1975 en los Estados Unidos y Canadá con una recaudación de 109 millones de dólares, una de las séptimas películas más taquilleras de todos los tiempos en ese momento. Dado que se lanzó a finales de año, la mayor parte de su ingreso bruto fue en 1976 y fue el más alto para el año calendario 1976 con alquileres de $ 56.5 millones.
En todo el mundo, la película recaudó $ 163,250,000. La imagen fue la película más taquillera lanzada por UA hasta ese momento.

## Críticas

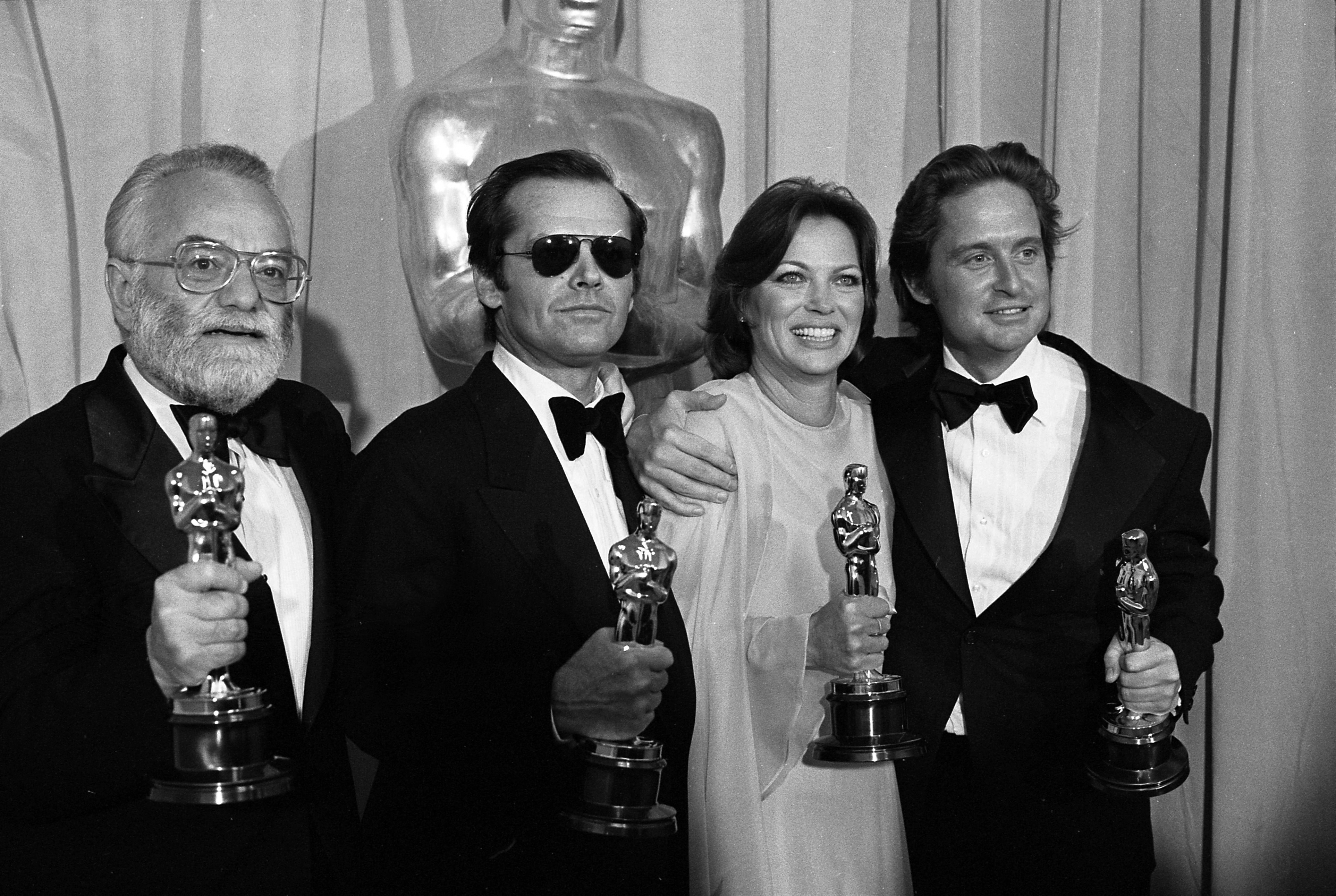
Saul Zaentz, Jack Nicholson, Louise Fletcher y Michael Douglas después de haber sido galardonados en los Premios Oscar (1975).

Los críticos elogiaron la película, a veces con reservas. Roger Ebert dijo: 

One Flew Over the Cuckoo Nest  de Miloš Forman es una película tan buena en muchas de sus partes que existe la tentación de perdonarla cuando sale mal. Pero sale mal, insistiendo en hacer puntos más grandes de lo que su historia realmente debería llevar, de modo que al final, las cualidades humanas de los personajes se pierden en el significado de todo. Y, sin embargo, están esos momentos de brillantez.

 Más tarde, Ebert colocó la película en su lista de "Grandes películas". A.D. Murphy de la revista Variety también escribió una reseña mixta, al igual que Vincent Canby: escribiendo en el diario The New York Times: 

Una comedia que no puede sostener del todo su trágica conclusión, demasiado esquemática para ser honestamente conmovedora, pero está actuada con tal sentido de la vida que uno responde a su demostración de humanidad si no a sus metáforas programadas.

La película se inició y cerró con música original del compositor Jack Nitzsche, con una misteriosa sierra musical (interpretada por Robert Armstrong) y copas de vino. Sobre la partitura, el crítico Steven McDonald: 

La naturaleza vanguardista de la película se extiende a la partitura, dándole una sensación profundamente perturbadora en ocasiones, incluso cuando parece ser relativamente normal. La música tiene una tendencia a estar siempre un poco fuera de lugar y, de vez en cuando, se inclina por completo hacia un pequeño y extraño mundo propio...

La película ganó 5 premios Óscar en la 48.ª ceremonia de los Óscar. Estos incluyen el Mejor Actor para Jack Nicholson, Mejor actriz para Louise Fletcher, Mejor Dirección para Forman, Mejor Película y Mejor Guion Adaptado para Lawrence Hauben y Bo Goldman. La película tiene actualmente una calificación de 94% "Fresca certificada" en Rotten Tomatoes según las críticas de 83 críticos, con una calificación promedio de 9.10 / 10. El consenso de los críticos del sitio web dice: "La batalla en pantalla entre Jack Nicholson y Louise Fletcher sirve como un microcosmos personal de las guerras culturales de la década de 1970, y un testimonio de la visión del director de que la película conserva su poder más de tres décadas después".
El propio Kesey afirmó no haber visto nunca la película, pero dijo que no le gustaba lo que sabía de ella, un hecho confirmado por Chuck Palahniuk, quien escribió: "La primera vez que escuché esta historia, fue a través de la película protagonizada por Jack Nicholson. Una película que Kesey una vez me dijo que no le gustaba".
En 1993, la película fue considerada "cultural, histórica o estéticamente significativa" por los Estados Unidos Biblioteca del Congreso y seleccionada para su preservación en su Registro Nacional Fílmico.

## Premios y nominaciones
| Premio                                                              | Categoría                                                     | Nominados                                                         | Resultado |
| ------------------------------------------------------------------- | ------------------------------------------------------------- | ----------------------------------------------------------------- | --------- |
| Premios Óscar                                                       | Mejor película                                                | Michael Douglas y Saul Zaentz                                     | Ganadores |
| Premios Óscar                                                       | Mejor director                                                | Miloš Forman                                                      | Ganador   |
| Premios Óscar                                                       | Mejor actor                                                   | Jack Nicholson                                                    | Ganador   |
| Premios Óscar                                                       | Mejor actriz                                                  | Louise Fletcher                                                   | Ganadora  |
| Premios Óscar                                                       | Mejor actor de reparto                                        | Brad Dourif                                                       | Nominado  |
| Premios Óscar                                                       | Mejor guion adaptado                                          | Lawrence Hauben y Bo Goldman                                      | Ganadores |
| Premios Óscar                                                       | Mejor montaje                                                 | Lynzee Klingman, Richard Chew y Sheldon Kahn                      | Nominados |
| Premios Óscar                                                       | Mejor fotografía                                              | Haskell Wexler y Bill Butler                                      | Nominados |
| Premios Óscar                                                       | Mejor banda sonora                                            | Jack Nitzsche                                                     | Nominado  |
| Editores de Cine de Estados Unidos                                  | Mejor largometraje editado                                    | Richard Chew, Lynzee Klingman y Sheldon Kahn                      | Nominados |
| Premio Bodil                                                        | Mejor película No-Europea                                     | Miloš Forman                                                      | Ganador   |
| Premios Globo de Oro                                                | Mejor película - Drama                                        | Michael Douglas y Saul Zaentz                                     | Ganador   |
| Premios Globo de Oro                                                | Mejor director                                                | Miloš Forman                                                      | Ganador   |
| Premios Globo de Oro                                                | Mejor actor - Drama                                           | Jack Nicholson                                                    | Ganador   |
| Premios Globo de Oro                                                | Mejor actriz - Drama                                          | Louise Fletcher                                                   | Ganadora  |
| Premios Globo de Oro                                                | Mejor guion                                                   | Laurence Hauben y Bo Goldman                                      | Ganador   |
| Premios Globo de Oro                                                | Nueva estrella del año - Actor                                | Brad Dourif                                                       | Ganador   |
| Premios BAFTA                                                       | Mejor película                                                | Michael Douglas y Saul Zaentz                                     | Ganador   |
| Premios BAFTA                                                       | Mejor director                                                | Miloš Forman                                                      | Ganador   |
| Premios BAFTA                                                       | Mejor actor                                                   | Jack Nicholson                                                    | Ganador   |
| Premios BAFTA                                                       | Mejor actriz                                                  | Louise Fletcher                                                   | Ganadora  |
| Premios BAFTA                                                       | Mejor actor de reparto                                        | Brad Dourif                                                       | Ganador   |
| Premios BAFTA                                                       | Mejor montaje                                                 | Richard Chew, Lynzee Klingman y Sheldon Kahn                      | Ganadores |
| Premios BAFTA                                                       | Mejor fotografía                                              | Haskell Wexler y Bill Butler                                      | Nominados |
| Premios BAFTA                                                       | Mejor guion adaptado                                          | Laurence Hauben y Bo Goldman                                      | Nominados |
| Festival Internacional de Cine de Chicago                           | Mejor película                                                | Miloš Forman                                                      | Nominado  |
| Premios César                                                       | Mejor película extranjera                                     | Mejor película extranjera                                         | Nominada  |
| Premio David de Donatello                                           | Mejor director extranjero                                     | Miloš Forman                                                      | Ganador   |
| Premio David de Donatello                                           | Mejor actor extranjero                                        | Jack Nicholson                                                    | Ganador   |
| 28 ° Premios del Gremio de Directores de América                    | Logro excepcional como director en películas cinematográficas | Miloš Forman                                                      | Ganador   |
| Goldene Leinwand                                                    | Ganador                                                       | Ganador                                                           | Ganador   |
| Premios Grammy                                                      | Mejor álbum de banda sonora                                   | Jack Nitzsche                                                     | Nominada  |
| Kansas City Film Critics Circle Awards                              | Mejor director                                                | Miloš Forman                                                      | Ganador   |
| Premios Kinema Junpo                                                | Mejor director extranjero                                     | Miloš Forman                                                      | Ganador   |
| Premios de la Asociación de Críticos de Cine de Los Ángeles de 1975 | Mejor película                                                | Mejor película                                                    | Ganador   |
| Nastro d'argento                                                    | Mejor director extranjero                                     | Miloš Forman                                                      | Ganador   |
| Premios de la Junta Nacional de Revisión 1975                       | 10 películas más destacadas                                   | 10 películas más destacadas                                       | Ganador   |
| Premios de la Junta Nacional de Revisión 1975                       | Mejor Actor                                                   | Jack Nicholson                                                    | Ganador   |
| Junta Nacional de Preservación de Películas                         | Registro Nacional de Cine                                     | Registro Nacional de Cine                                         | Incluida  |
| Premios de la Sociedad Nacional de Críticos de Cine de 1975         | Mejor actor                                                   | Jack Nicholson                                                    | Ganador   |
| Premios del Círculo de Críticos de Cine de Nueva York de 1975       | Mejor actor                                                   | Jack Nicholson                                                    | Ganador   |
| Premios del Círculo de Críticos de Cine de Nueva York de 1975       | Mejor actriz                                                  | Louise Fletcher                                                   | Ganadora  |
| Premios de la Asociación de Cine y Televisión en Línea              | Salón de la fama - Película                                   | Salón de la fama - Película                                       | Ganador   |
| People's Choice Awards                                              | Película favorita                                             | Película favorita                                                 | Ganadora  |
| Premios Sant Jordi de Cinematografía                                | Mejor actor extranjero                                        | Jack Nicholson (también por Conocimiento carnal and El reportero) | Ganador   |
| 28 ° Premios del Gremio de Escritores de América                    | Premio Writers Guild of America al mejor guion adaptado       | Lawrence Hauben y Bo Goldman                                      | Ganadores |

En 2015, la película ocupó el puesto 59 en la lista de las "100 mejores películas estadounidenses" de la BBC, votada por críticos de cine de todo el mundo.
American Film Institute
- 100 años... 100 películas – #20
- 100 hérores y villanos:
  - Enfermera Ratched – #5 Villana
  - R.P. McMurphy - Héroe (Nominado)
- 100 años... 100 inspiraciones – #17
- 100 años... 100 películas (edición 10.º aniversario) – #33